# Topsite
 (décembre 2020).
Si vous disposez d'ouvrages ou d'articles de référence ou si vous connaissez des sites web de qualité traitant du thème abordé ici, merci de compléter l'article en donnant les références utiles à sa vérifiabilité et en les liant à la section « Notes et références ».
Un topsite est un serveur FTP ultra rapide, utilisé par des groupes et courriers (toptradeurs) pour la distribution, stockage et l'archivage de contenus illégaux protégés de type warez.
Les topsites ont une bande passante ultra rapide qui peut atteindre des centaines, voire des milliers de mégaoctets par seconde ; assez pour transférer le contenu d'un DVD complet en une minute. Les topsites ayant aussi un taux de stockage élevé, un total de plusieurs téraoctets est la norme.

## Vue d'ensemble

### Dissimulation
Les informations sur les topsites ne sont pas divulguées publiquement, contrairement à leurs prédécesseurs, les Bulletin Board System (BBS), qui ne sont pas les forums que l'on peut rencontrer sur internet, mais bel et bien l'ancêtre des FTP actuels puisqu'ils apparurent dans les années 1980 et furent diffusés (leurs lignes téléphoniques) dans les cracktros des groupes de crackers.
Pour faire face aux actions de la police, les gestionnaires de ces nouveaux sites ont pris des précautions afin de rester cachés. Toutefois de nombreuses arrestations ont lieu de nos jours afin de démanteler les sites, ainsi que ceux qui les remplissent.

### Localisation
Les topsites sont généralement hébergés dans de grandes universités (hut.fi ut.nl…), voire de grosses entreprises, backbone (100 mb/s minimum sauf cas exceptionnels).
C'est en Europe où l'activité est la plus florissante et où l'on retrouve les sites les plus rapides de la planète, particulièrement les pays situés au nord-est de l'Europe (.no .nl .se .fi), viennent ensuite les Amériques (États-Unis, Canada principalement), puis l'Asie.
La différence de vitesse est si élevée que des classements séparés sont effectués (euro charts, us charts).
Les utilisateurs se connectent via des "shells", ce qui va permettre de trader une dizaine de sites à la fois entre eux ; ceci est très efficace lorsque les sites sélectionnés sont proches (même pays : de 2 à 6 mo/s environ), voire très proches (mêmes réseaux : de 5 a 15 mo/s environ).

### Les règles
Les sites sont très organisés, les règles qui les régissent sont nombreuses et ceci est encore plus vrai pour les topsites.
Au niveau des topsites seulement le 0 seconde est autorisé (0 sec only) ; envoyer donc une chose sortie il y a quelques minutes est banni. Tout ce qui est gratuit est interdit (no free) ainsi que tout ce qui concerne les enfants (no kidies).[pas clair] Les fichiers devront tous avoir un certain format et une écriture prédéfini, etc.
Des utilisateurs spéciaux se relaient au fil des heures afin de vérifier le bon respect des règles (nukeur), qui punissent les utilisateurs ne respectant pas les règles dudit site.
Les topsites sont très sélectifs, souvent les nouveaux utilisateurs devront passer un trial (période d'essai) avec un objectif de type (envoyer 200 mo par semaine pendant 2 semaines) pour pouvoir rester sur le site.

### Les channels
Les utilisateurs du topsite ont accès à un ou plusieurs canaux (couramment appelé "channel"), regroupant souvent plus de 100 personnes 24 h sur 24, cryptée (blowfish) ou non sur serveur IRC public ou privé et qui peut être accédé à partir d'une commande d'invitation faite depuis le serveur FTP. Ce qui implique bien souvent d'avoir un accès FTP afin de pouvoir s'auto-inviter dans les "Channels".
Sur les channels, un bot "eggdrop" annonce les nouveautés déposés sur le site, la vitesse de transfert, ainsi que la durée totale du transfert.
Il annonce aussi qui a déposé la release en premier, ainsi qu'un classement (Top) des différentes personnes qui ont contribué au dépôt.
En raison de la course des utilisateurs pour déposer la nouveauté, le site est plus ou moins rapide. Le classement indique qui est le meilleur, sur la semaine, le mois, ou même sur l'ensemble des courses (races) depuis l'ouverture du site. Le terme de TOPSITE vient de ce fameux classement.

### Webmasters
Les Topsites, ou Toplistes sont aussi des pages web qui classent plusieurs sites en fonction du taux de visiteurs qu'ils envoient sur le topsite.